# Sedmá rota
Sedmá rota je francouzská komediální filmová trilogie z let 1973–1977, kterou natočil francouzský režisér Robert Lamoureux. Jde o parodii na válečné filmy. 
Hudbu k trilogii složil Henri Bourtayre, kameramanem byl Marcel Grignon. Hlavní role ztvárnili Pierre Mondy, Jean Lefebvre a Aldo Maccione (který byl vystřídán Henrim Guybetem). 
Děj se věnuje třem francouzským vojákům během druhé světové války, kteří vlivem několika shod náhod zůstávají na svobodě i přesto, že jsou jejich spolubojovníci zajati Němci. Celý děj trilogie se věnuje pokusům těchto tří vojáků zůstat na svobodě i přesto, že se mnohokrát dostávají do dočasného zajetí Němci. 

## Díly
1. Kam se poděla sedmá rota?, 1973
2. Návrat sedmé roty, 1975
3. Sedmá rota za úplňku, 1977

## Děj
První díl trilogie zavede diváka do příběhu jedné z rot 106. spojařského pluku francouzské armády v době druhé světové války. Ta uvízne v Machecoulském lese. Aby rota zjistila, jaká je situace, vojín Pithivier (Jean Lefebvre), vojín Tassin (Aldo Maccione) a seržant Chaudard (Pierre Mondy) jsou vysláni na nedaleký kopec, aby obhlédli situaci a informace telefonicky sdělili rotě.
Protože však všichni tři natáhnuli telefonní kabel poněkud nešikovně, je při kácení stromu vymrštěn přes nedalekou silnici. Po ní v té době projíždí skupina německých vojáků, které vymrštěný kabel zastaví. Němci kabel přeříznou a jednu ze stran připojí na odposlouchávací zařízení, kterým odhalí skrýš Francouzů. Rotu zajmou a tak hříčkou náhody zůstávají na rozdíl od spolubojovníků vojíni se Chaudardem na svobodě. Ti se tak skryjí v lese, aby je Němci také nezajali, jenže večer se Chaudard vydává na nedaleký statek pro jídlo a setkává se tam s poručíkem Duvauchelem (Érik Colin), který byl téhož dne odpoledne sestřelen Němci s jeho letadlem.
Duvauchel se ujímá vedení třech vojáků a spolu se zmocní německého vyprošťováku, pomocí kterého dočasně vysvobodí sedmou rotu.
V druhém díle došlo k obměně herců, kdy Alda Maccioneho v roli Tassina vystřídal Henri Guybet.
Po vysvobození sedmé roty se Duvauchel a tři vojáci vydávají ve vyprošťováku na cestu ve snaze uvolnit sedmé rotě bezpečnou cestu pryč z lesa. Nechtěně však uvíznou s rozbitým vyprošťovákem za nedalekým mostem, když ho spolu se těmito čtyřmi vojáky a vojenským strojem vyhodí do povětří francouzský plukovník Blanchet. Opět hříčkou náhody se Chaudard a vojíni ocitají na druhém břehu řeky zrovna ve chvíli, kdy se za zády Duvauchela ocitají němečtí vojáci. Zatímco jeho zajmou, tři hlavní hrdinové prchají pod hladinou řeky. To ale do té doby, než je proud vody zaklíní v mlýnském kole místní obyvatelky Crouzyové (Jackie Sardou)
Ta je z mlýnského kola vysvobodí, v domě je pohostí a poskytne jim důstojnické uniformy po vojácích, kteří zde byli před nimi. Záhy však padnou do zajetí Němců a skončí v zadržovacím táboře. Tam si všichni přes hodnosti na uniformách začnou myslet, že Chaudard a vojíni jsou důstojníky, tato iluze ale padá ve chvíli, kdy na stejné místo dorazí zbytek sedmé roty. Další hříčka náhod způsobí, že Chaudard a vojíni zjistí tajnou cestu ven ze zámku, kde jsou drženi. Toho se pokusí Chaudard využít k osvození všech držených francouzských vojáků, jenže plán selže ve chvíli, když se les propadne do chodeb, kudy vojáci prchají. Znovu tak na svobodě zůstávají jen Chaudard a vojíni.
Hříčka náhod, nebo spíše výbuchů způsobených francouzským plukovníkem, přivedou Chaudarda a vojíny až do soupravy vojenského vlaku jedoucího do Paříže. Toho se zmocní a odjíždějí směrem na Paříž.
Třetí díl se odehrává v roce 1942. Chaudard, ani vojíni už nebojují, ale užívají si život zdánlivě obyčejných civilistů. Do Chaudardova železářství za ním přijíždějí kamarádi-vojíni, jenže původní prázdninový plán jim překazí další hříčka náhody, kdy se všichni tři zamotají mezi odbojáře a londýnské letce. Vlivem náhod zůstává na louce za městem desítka mrtvých Němců, zničené letadlo a na místní komandatuře si začnou myslet, že Chaudard je velitelem odbojářské skupiny Atila. Mezitím všichni tři prchají před Němci, až se dostanou na rybářskou loď, se kterou se vydávají na cestu do svobodné Británie.